# Altenahr
Altenahr es un municipio del distrito de Ahrweiler, en Renania-Palatinado, Alemania. Está situado a orillas del río Ahr, en las montañas Eifel, aproximadamente 10 km al oeste de Bad Neuenahr-Ahrweiler.

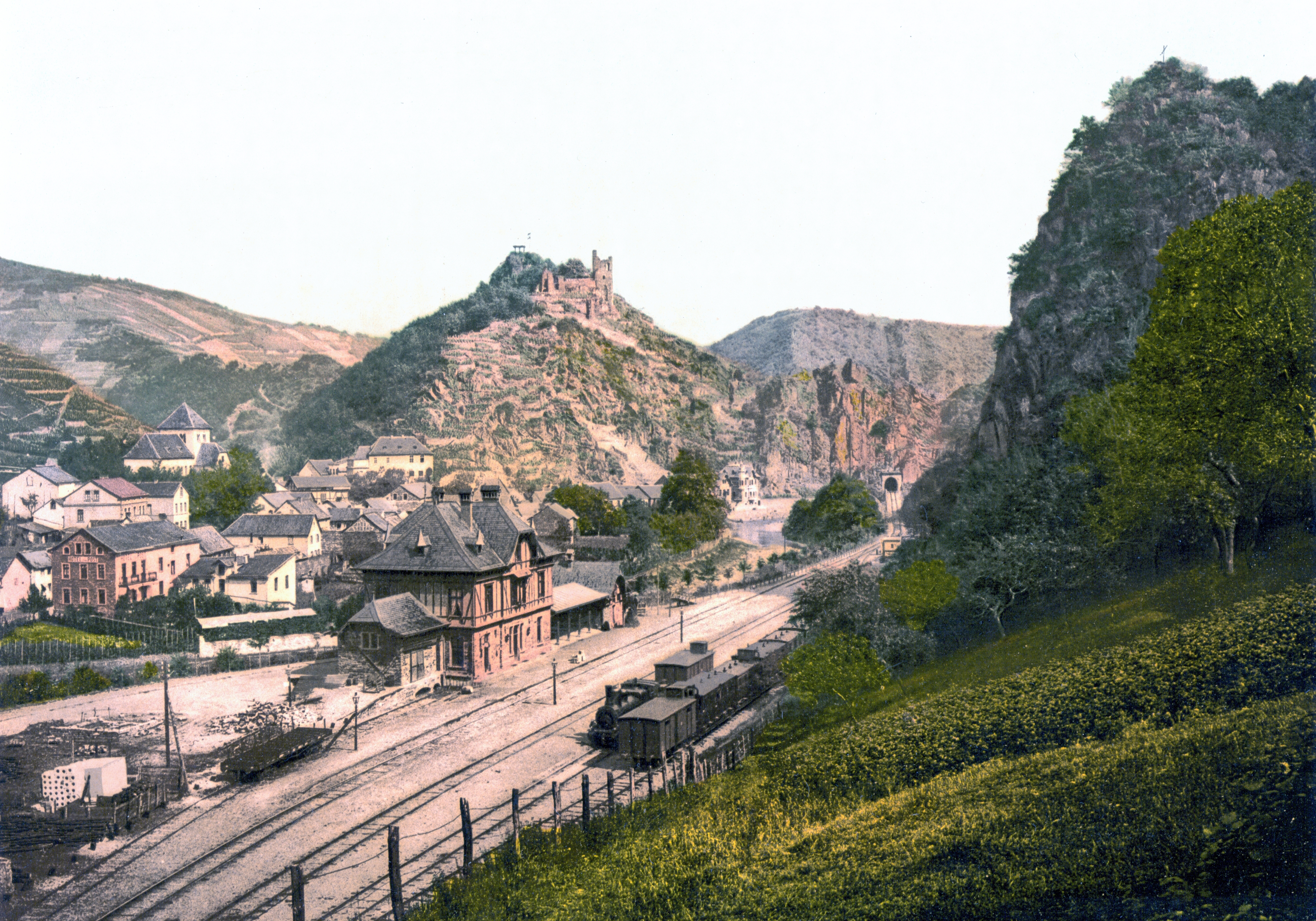
Fotografía de Altenahr sobre el año 1900.